# Ерик (Краснодарский край)
Е́рик — посёлок в Апшеронском районе Краснодарского края России.
Входит в состав Кубанского сельского поселения.

## Население
| 2002 | 2010  |
| ---- | ----- |
| 1175 | ↗1308 |

## Улицы
| - ул. Железнодорожная, - пер. Железнодорожный, - ул. Зелёная, - ул. Кирпичная, - ул. Комсомольская, - ул. Куйбышева, | - ул. Лесная, - ул. Мира, - ул. Молодёжная, - ул. Набережная, - ул. Первомайская, - ул. Подлесная, | - ул. Полевая, - ул. Речная, - пер. Речной, - ул. Садовая, - пер. Совхозный, - ул. Школьная. |